# قطعنامه ۲۱۰۱ شورای امنیت
قطعنامه ۲۱۰۱ شورای امنیت سازمان ملل متحد سندی بین‌المللی دربارهٔ وضعیت در ساحل عاج است. این قطعنامه طی نشست شورای امنیت سازمان ملل متحد در تاریخ ۲۵ آوریل ۲۰۱۳ میلادی با ۱۵ رأی موافق، ۰ مخالف و ۰ ممتنع به تصویب رسید.